# Rotkappenschwalbe
Die Rotkappenschwalbe (Hirundo smithii) ist eine Vogelart aus der Familie der Schwalben (Hirundinidae).

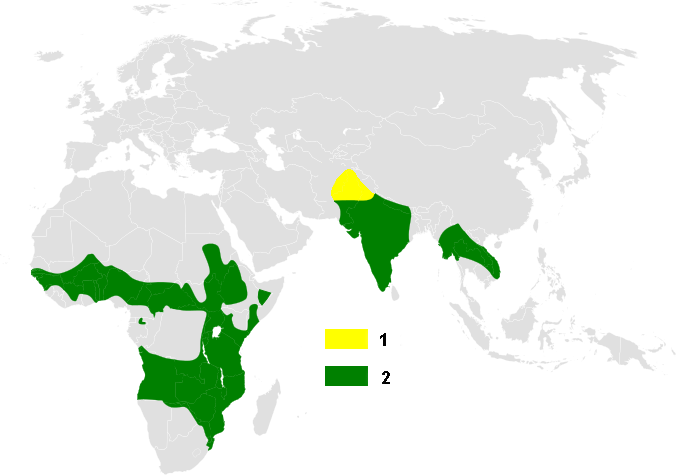
Vorkommen der Rotkappenschwalbe

Der Vogel kommt in Subsahara-Afrika und in Südostasien vor.
Der Lebensraum umfasst Grasland, Savanne, baumbestandene offene Flächen, Lichtungen, Kulturlandschaften, menschliche Siedlungen, meist in Wassernähe in geringen und mittleren Höhenlagen bis 2750, im Himalaya bis 3000 m, meidet trockene Lebensräume.
Der Artzusatz bezieht sich auf den Norweger Christen Smith.
Dieser Vogel ist ein Standvogel in Gambia, in der Zentralafrikanischen Republik und in Westnigeria, ansonsten Teilzieher in Ost- und Südafrika, Standvogel im Süden Asiens, Zugvogel im nördlichen Verbreitungsgebiet Asiens.

## Merkmale
Die Art ist 12–21 cm groß und wiegt 9–17 g, eine sehr kleine, schlanke, schnell fliegende blau-schwarze Schwalbe mit kastanienbraunem Scheitel und weißer Unterseite. Stirn und Scheitel sind rotbraun bis kastanienbraun, die Oberseite glänzt blau, die Flügel und der gegabelte Schwanz sind blau glänzend schwarz. Die Schwanzfedern tragen mit Ausnahme der beiden innersten weiße Flecken, die äußersten Steuerfedern sind sehr dünne, lange, drahtartige Federn, aus der Ferne kaum sichtbar. Die Unterseite ist cremeweiß, von unten fast weiß wirkend, auch die Flügelunterseiten und der Großteil des Schwanzes sind weiß. Seitlich an der Brust und an den Flanken ist ein blauer Fleck als unvollständiges Brustband.
Das Weibchen hat wesentlich kürzere äußere Schwanzfedern. Jungvögel sind weniger glänzend auf der Oberseite, der Scheitel ist aschfarben bis braun, die Brust ist gelb-braun überhaucht, die äußeren Schwanzfedern sind nicht oder nur leicht länger.
Andere Schwalben mit weißer Unterseite sind größer und haben keine solche Kopfkappe. Die Weißkehlschwalbe (Hirundo albigularis) hat ein dunkles, durchgehendes Brustband, ist kastanienbraun nur an der Stirn und hat kürzere Steuerfedern. Die Perlbrustschwalbe (Hirundo dimidiata) hat ein unvollständiges Brustband, aber einen dunklen blauen Scheitel und einen kurzen Schwanz, die Fahlkehlschwalbe (Hirundo aethiopica) ist kastanienbraun nur an der Stirn, hat ein unvollständiges blaues Brustband und keine verlängerten Schwanzfedern.

## Geografische Variation
Es werden folgende Unterarten anerkannt:
- H. s. smithii Leach, 1818, Nominatform – Subsahara-Afrika
- H. s. filifera Stephens, 1826, – Südostasien, größer als die Nominatform

## Stimme
Der Gesang wird als leises zwitscherndes „chirrickweet chirrickweet“ oder „chirril-weet chirrik-weet“ beschrieben, die Rufe als scharfes metallisches „chit-chit“ und der Alarmruf als „chichip chichip“. Das Zwitschern ist ähnlich dem der Rauchschwalbe, aber kürzer.

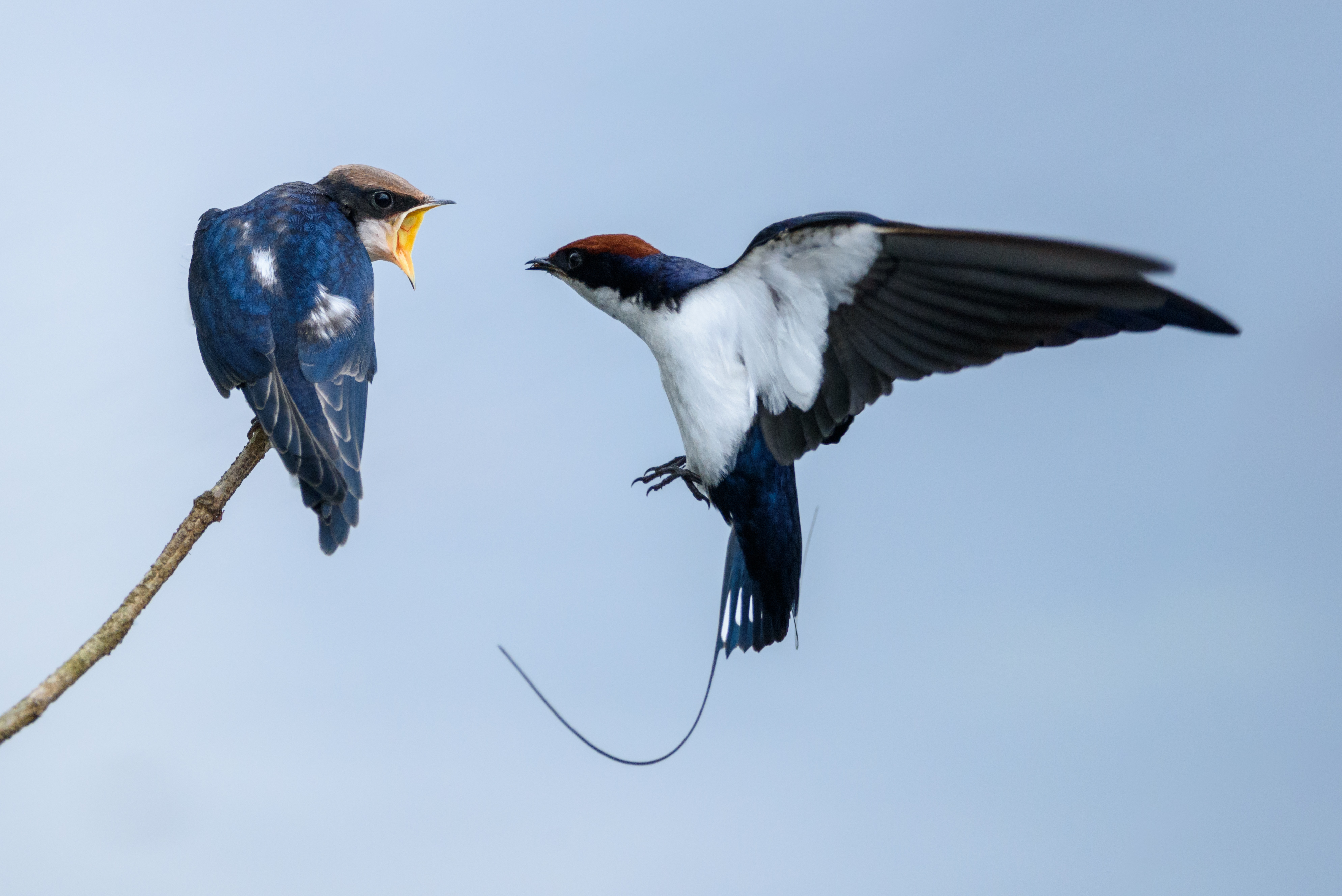
Jungvogel bettelt

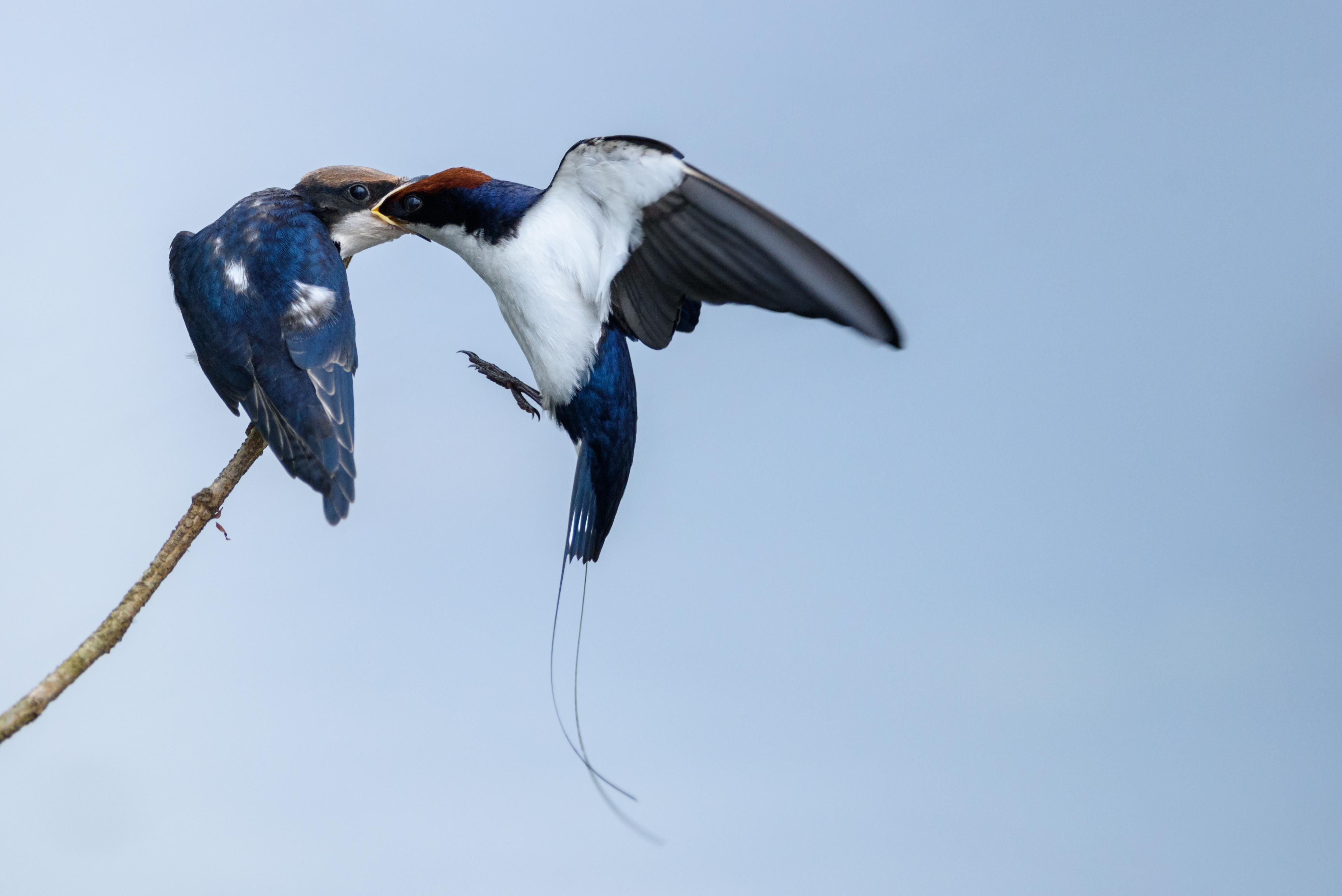
Elternvogel füttert

## Lebensweise
Die Nahrung besteht hauptsächlich aus Insekten, die paarweise und in kleinen Gruppen in sehr schnellem Fluge erbeutet werden. Die Schwalbe fliegt oft in nur 4 bis 5 m Höhe, hauptsächlich über Wasser, aber auch über offenem Gelände, ferner fliegt sie 10–20 m oberhalb der Bäume zusammen mit Zwergrötelschwalben (Cecropis abyssinica) und Palmenseglern (Cypsiurus parvus). Mitunter bilden sie Schwärme mit Zwergrötelschwalben  und Graubürzelschwalben (Pseudhirundo griseopyga). Der Vogel nimmt Ansitz auf toten Bäumen, Telegraphenleitungen und Zäunen oder auf Brücken. Gelegentlich ist er auch auf dem Boden auf der Jagd nach Insekten, dabei folgt er großen Säugetieren und Traktoren.
Die Brutzeit beginnt mit der Regenzeit, so zwischen Januar bis Mai und Juli bis Dezember im Senegal, hauptsächlich zwischen Januar und März und Juli und August in Gambia, zwischen Oktober und Mai in Nigeria, zwischen Februar und April, im September und November im Sudan, im Januar, zwischen März und Mai und August bis November in Äthiopien. In Asien mit örtlichen Unterschieden zwischen Februar und September auf dem Indischen Subkontinent und zwischen Januar und November in Südostasien.
Die Nester stehen meist einzeln, werden von beiden Altvögeln in etwa einer Woche gebaut 0,3 bis 15 m über dem Erdboden, meist an einer Mauer oder unter einer überhängenden Struktur, auch innerhalb von Booten, seltener an Klippen, Höhlen oder einem über das Wasser hängendem Baum. Die Nester können wiederverwendet werden. Das Nest ist dem der Felsenschwalbe (Ptyonoprogne rupestris) sehr ähnlich.
Das Gelege besteht aus 2–4, meist 3 Eiern in Afrika, 3–5 Eiern in Indien, die vom Weibchen über etwa 14–15 Tage bebrütet werden. Beide Elternvögel füttern. Mitunter wird das Nest vom Weißbürzelsegler (Apus caffer) übernommen.

## Gefährdungssituation
Der Bestand gilt als „nicht gefährdet“ (Least Concern).